# Polyblastus cancer
Polyblastus cancer är en stekelart som först beskrevs av Hartig 1837.  Polyblastus cancer ingår i släktet Polyblastus och familjen brokparasitsteklar. Arten är reproducerande i Sverige. Inga underarter finns listade i Catalogue of Life.